# Anisotremus pacifici
Anisotremus pacifici är en fiskart som först beskrevs av Günther, 1864.  Anisotremus pacifici ingår i släktet Anisotremus och familjen Haemulidae. IUCN kategoriserar arten globalt som livskraftig. Inga underarter finns listade i Catalogue of Life.